# Quero (Spanyolország)
Quero egy község Spanyolországban, Toledo tartományban. Quero Villafranca de los Caballeros, Villacañas, Villa de Don Fadrique, La Puebla de Almoradiel, Miguel Esteban, Campo de Criptana és Alcázar de San Juan községekkel határos. Lakosainak száma 979 fő (2024).

## Népesség
A település népessége az utóbbi években az alábbiak szerint változott:
| Lakosok száma | 1257 | 1246 | 1252 | 1313 | 1311 | 1145 | 1042 | 986  | 985  | 979  |
|               | 2001 | 2004 | 2007 | 2009 | 2012 | 2014 | 2017 | 2019 | 2022 | 2024 |